# Estadi Nacional
Estadi Nacional – stadion piłkarski w mieście Andora, stolicy Andory. Pełni rolę stadionu narodowego, swoje spotkania rozgrywa na nim piłkarska reprezentacja kraju, jak również reprezentacja Andory w rugby union. Stadion został wybudowany w latach 2013–2014 w miejscu dawnego Camp d’Esports del M.I. Consell General i zainaugurowany 9 września 2014 roku meczem eliminacji do Euro 2016 pomiędzy Andorą i Walią (1:2).
Przy stadionie (za trybuną główną) znajdują się dwie hale sportowe: mogąca pomieścić 5000 widzów „Poliesportiu d’Andorra”, która dzięki charakterystycznemu spadzistemu zadaszeniu stanowi część krajobrazu architektonicznego stadionu, oraz mniejsza „Pavelló Joan Alay”, o pojemności 400 widzów.